# اودبورگ
اودبورگ (به سوئدی: Ödeborg) یک منطقهٔ مسکونی در سوئد است که در بخش فرگلاندا واقع شده‌است. اودبورگ ۰٫۷۴ کیلومتر مربع مساحت و ۵۹۸ نفر جمعیت دارد.